# Список с пропусками

Вставка элемента в список с пропусками

Список с пропусками (англ. Skip List) — вероятностная структура данных, основанная на нескольких параллельных отсортированных связных списках с эффективностью, сравнимой с двоичным деревом (порядка O(log n) среднее время для большинства операций).
В основе списка с пропусками лежит расширение отсортированного связного списка дополнительными связями, добавленными в случайных путях с геометрическим/негативным биномиальным распределением, таким образом, чтобы поиск по списку мог быстро пропускать части этого списка. Вставка, поиск и удаление выполняются за логарифмическое случайное время.

## Описание
Список с пропусками — это несколько слоев. Нижний слой — это обычный упорядоченный связный список. Каждый более высокий слой представляет собой «выделенную полосу движения» для списков ниже, где элемент в i-м слое появляется в i+1-м слое с некоторой фиксированной вероятностью p (два наиболее часто используемых значений для p — 1/2 и 1/4). В среднем каждый элемент встречается в 1/(1-p) списках, и верхний элемент (обычно специальный головной элемент в начале списка с пропусками) в {\displaystyle \log _{1/p}n} списках.

Поиск нужного элемента начинается с головного элемента верхнего списка, и выполняется горизонтально до тех пор, пока текущий элемент не станет больше либо равен целевому. Если текущий элемент равен целевому, он найден. Если текущий элемент больше, чем целевой, процедура повторяется после возвращения к предыдущему элементу и спуска вниз вертикально на следующий нижележащий список. Ожидаемое число шагов в каждом связном списке 1/p, что можно увидеть, просматривая путь поиска назад с целевого элемента, пока не будет достигнут элемент, который появляется в следующем более высоком списке. Таким образом, общие ожидаемые затраты на поиск — {\displaystyle (\log _{1/p}n)/p,}, равные {\displaystyle {\mathcal {O}}(\log n)} в случае константного p. Выбирая разные значения p, возможно выбирать необходимый компромисс между затратами на время поиска и затратами памяти на хранение списка.

### Детали реализации
Элементы, используемые в списке с пропусками, могут содержать более одного указателя, таким образом они могут состоять в более чем одном списке.
Операции удаления и вставки реализованы весьма похоже на аналогичные операции связного списка, с тем исключением, что «высокие» должны быть вставлены или удалены более чем из одного связного списка.
Однако без рандомизации эти операции приводили бы к очень низкой производительности, так как необходимо было бы полностью перетасовывать список при добавлении нового элемента, чтобы сохранить число пропусков на верхнем уровне константным. William Pugh предложил следующий алгоритм для решения, на какую высоту должен быть продвинут новый элемент. Этот алгоритм требует лишь локальных изменений списка при добавлении новых элементов и позволяет сохранять эффективность «экспресс-линий» (l — результирующее значение уровня, на который нужно помещать элемент):
```
l = 1
пока случайное значение p в диапазоне [0,1] < p и l < максимального уровня
  l = l + 1
```

В итоге элемент вставляет на l-й уровень и, соответственно, на все уровни меньше l.
Θ(n) операций, которые необходимы нам для посещения каждого узла в возрастающем порядке (например, печать всего списка), предоставляют возможность выполнить незаметную дерандомизацию структуры уровней списка с пропусками оптимальным путём, достигая {\displaystyle {\mathcal {O}}(\log n)} времени поиска для связного списка. (выбирая уровень i-го конечного узла 1 плюс количество раз, которое мы можем поделить i на 2, пока оно не станет нечетным. Также i=0 для отрицательно бесконечного заголовка, как мы имеем, обычный специальный случай, выбирая максимально возможный уровень для отрицательных и/или положительных бесконечных узлов.) Тем не менее, это позволяет узнать кому-нибудь, где все узлы с уровнем более 1, и затем удалить их.
В качестве альтернативы мы можем сделать структуру уровней квази-случайной следующим путём:
```
создать все узлы уровня 1
j = 1
пока количество узлов на уровне j > 1
  для каждого i-го узла на уровне j
    если i нечетное 
      если i не последний узел на уровне j
        случайно выбираем, продвигать ли его на уровень j+1
      иначе
        не продвигать
      конец условия
    иначе, если i четный узел i-1 не продвинут
      продвинуть его на уровень j+1
    конец условия
  конец цикла для
  j = j + 1
конец цикла пока
```

Так же, как дерандомизированная версия, квази-рандомизация выполняется только, когда есть какая-то другая причина выполнять Θ(n) операций (которые посетят каждый узел).

### Пример реализации
```
using
 
std
::
swap
;

template
 
<
typename
 
KEY_T
,
 
typename
 
DATA_T
>

class
 
SkipList
{

	
size_t
 
MaxLevel
;

	
double
 
SkipDivisor
;

	
struct
 
Pair
{

		
KEY_T
 
Key
;

		
DATA_T
 
Data
;

		
Pair
*
 
Previous
;

		
Array
<
Pair
*>
 
Next
;

		
Pair
(
const
 
KEY_T
&
 
InKey
,
 
const
 
DATA_T
&
 
InData
,
 
Pair
*
 
InPrevious
,
 
size_t
 
InLevel
);

		
Pair
(
size_t
 
InLevel
);

		
~
Pair
();

		
Pair
&
 
operator
=
(
const
 
Pair
&
 
InPair
);

		
Pair
*
 
PreviousOnLevel
(
size_t
 
InLevel
);

		
Pair
*
 
NextOnLevel
(
size_t
 
InLevel
);

	
};

	
Pair
 
Start
;

	
Pair
*
 
NewPrevious
(
const
 
KEY_T
&
 
InKey
);

	
Pair
*
 
PairByKey
(
const
 
KEY_T
&
 
InKey
);

	
size_t
 
NewLevel
();

public
:

	
class
 
Iterator
{

		
SkipList
*
 
CurrentList
;

		
Pair
*
 
CurrentPair
;

		
friend
 
class
 
SkipList
<
KEY_T
,
 
DATA_T
>
;

	
public
:

		
Iterator
(
const
 
Iterator
&
 
InIterator
);

		
Iterator
(
SkipList
&
 
InSkipList
);

		
operator
 
bool
();

		
Iterator
&
 
operator
++
();

		
Iterator
&
 
operator
--
();

		
Iterator
 
operator
++
(
int
);

		
Iterator
 
operator
--
(
int
);

		
Iterator
&
 
operator
+=
(
size_t
 
n
);

		
Iterator
&
 
operator
-=
(
size_t
 
n
);

		
Iterator
&
 
operator
=
(
const
 
Iterator
&
 
InIterator
);

		
Iterator
&
 
operator
=
(
const
 
KEY_T
&
 
InKey
);

		
DATA_T
&
 
operator
*
();

		
void
 
Delete
();

	
};

	
SkipList
(
size_t
 
InNumberOfLanes
=
3
,
 
double
 
InSkipDivisor
=
1.0
/
4.0
);

	
~
SkipList
();

	
Iterator
 
GetBegin
();

	
Iterator
 
GetEnd
();

	
void
 
Add
(
const
 
KEY_T
&
 
InKey
,
 
const
 
DATA_T
&
 
InData
);

	
void
 
Delete
(
const
 
KEY_T
&
 
InKey
);

	
DATA_T
&
 
operator
[](
const
 
KEY_T
&
 
InKey
);

	
size_t
 
Count
();

	
void
 
Clear
();

	
Iterator
 
Find
(
const
 
DATA_T
&
 
Unknown
);

	
bool
 
IsEmpty
();

};

template
 
<
typename
 
KEY_T
,
 
typename
 
DATA_T
>

typename
 
SkipList
<
KEY_T
,
 
DATA_T
>::
Pair
*
 
SkipList
<
KEY_T
,
 
DATA_T
>::
Pair
::
PreviousOnLevel
(
size_t
 
InLevel
){

	
if
(
!
this
)

		
return
 
NULL
;

	
Pair
*
 
Current
=
Previous
;

	
for
(;
 
Current
 
&&
 
!
(
Current
->
Next
.
Count
()
>=
InLevel
+
1
);
 
Current
=
Current
->
Previous
){}

	
return
 
Current
;

}

template
 
<
typename
 
KEY_T
,
 
typename
 
DATA_T
>

typename
 
SkipList
<
KEY_T
,
 
DATA_T
>::
Pair
*
 
SkipList
<
KEY_T
,
 
DATA_T
>::
Pair
::
NextOnLevel
(
size_t
 
InLevel
){

	
if
(
!
this
)

		
return
 
NULL
;

	
Pair
*
 
Current
=
Next
[
InLevel
-1
];

	
for
(;
 
Current
 
&&
 
!
(
Current
->
Next
.
Count
()
>=
InLevel
+
1
);
 
Current
=
Current
->
Next
[
InLevel
-1
]){}

	
return
 
Current
;

}

template
 
<
typename
 
KEY_T
,
 
typename
 
DATA_T
>

SkipList
<
KEY_T
,
 
DATA_T
>::
Pair
::
Pair
(
const
 
KEY_T
&
 
InKey
,
 
const
 
DATA_T
&
 
InData
,
 
SkipList
<
KEY_T
,
 
DATA_T
>::
Pair
*
 
InPrevious
,
 
size_t
 
InLevel
)
:
Key
(
InKey
),
 
Data
(
InData
),
 
Previous
(
InPrevious
){

	
Pair
*
 
Current
=
Previous
->
Next
[
0
];

	
Next
.
AddLast
(
Current
);

	
for
(
size_t
 
Counter
=
1
;
 
Counter
<=
InLevel
;
 
Counter
++
){

		
Current
=
NextOnLevel
(
Counter
);

		
Next
.
AddLast
(
Current
);

	
}

	
Current
=
Previous
;

	
for
(
size_t
 
Counter
=
0
;
 
Counter
<=
InLevel
;
 
Counter
++
)

		
if
(
Current
=
PreviousOnLevel
(
Counter
))

			
Current
->
Next
[
Counter
]
=
this
;

}

template
 
<
typename
 
KEY_T
,
 
typename
 
DATA_T
>

SkipList
<
KEY_T
,
 
DATA_T
>::
Pair
::
Pair
(
size_t
 
InLevel
)
:
 
Previous
(
NULL
){

	
for
(
size_t
 
Counter
=
0
;
 
Counter
<=
InLevel
;
 
Counter
++
)

		
Next
.
AddLast
(
NULL
);

}

template
 
<
typename
 
KEY_T
,
 
typename
 
DATA_T
>

SkipList
<
KEY_T
,
 
DATA_T
>::
Pair
::~
Pair
(){

	
size_t
 
OurLevel
=
Next
.
Count
()
-1
;

	
Pair
*
 
Current
=
this
;

	
for
(
size_t
 
Counter
=
0
;
 
Counter
<=
OurLevel
;
 
Counter
++
)

		
if
(
Current
=
PreviousOnLevel
(
Counter
))

			
Current
->
Next
[
Counter
]
=
Next
[
Counter
];

}

template
 
<
typename
 
KEY_T
,
 
typename
 
DATA_T
>

SkipList
<
KEY_T
,
 
DATA_T
>::
SkipList
(
size_t
 
InMaxLevel
,
 
double
 
InSkipDivisor
)
:
MaxLevel
(
InMaxLevel
),
 
SkipDivisor
(
InSkipDivisor
),
Start
(
MaxLevel
){}

template
 
<
typename
 
KEY_T
,
 
typename
 
DATA_T
>

typename
 
SkipList
<
KEY_T
,
 
DATA_T
>::
Pair
&
 
SkipList
<
KEY_T
,
 
DATA_T
>::
Pair
::
operator
=
(
const
 
SkipList
<
KEY_T
,
 
DATA_T
>::
Pair
&
 
InPair
){

	
Key
=
InPair
.
Key
;

	
Data
=
InPair
.
Data
;

	
Previous
=
InPair
.
Previous
;

	
size_t
 
max
=
Next
.
Count
();

	
for
(
size_t
 
i
;
 
i
<
max
;
 
++
i
)

		
Next
.
AddLast
(
Next
[
i
]);

	
return
 
*
this
;

}

template
 
<
typename
 
KEY_T
,
 
typename
 
DATA_T
>

SkipList
<
KEY_T
,
 
DATA_T
>::~
SkipList
(){

	
Clear
();

}

template
 
<
typename
 
KEY_T
,
 
typename
 
DATA_T
>

typename
 
SkipList
<
KEY_T
,
 
DATA_T
>::
Pair
*
 
SkipList
<
KEY_T
,
 
DATA_T
>::
NewPrevious
(
const
 
KEY_T
&
 
InKey
){

	
Pair
*
 
Previous
=&
Start
;

	
Pair
*
 
Current
=
Start
.
Next
[
MaxLevel
];

	
for
(
size_t
 
Counter
=
MaxLevel
;
 
Counter
>=
0
;
 
Counter
--
){

		
while
(
Current
 
&&
 
InKey
>
Current
->
Key
){

			
Previous
=
Current
;

			
Current
=
Current
->
Next
[
Counter
];

		
}

		
if
(
!
Counter
)

			
break
;

		
Current
=
Previous
;

	
};

	
return
 
Previous
;

}

template
 
<
typename
 
KEY_T
,
 
typename
 
DATA_T
>

size_t
 
SkipList
<
KEY_T
,
 
DATA_T
>::
NewLevel
(){

	
size_t
 
Level
=
0
;

	
while
(
rand
()
%
1000
<
SkipDivisor
*
1000
 
&&
 
Level
<=
MaxLevel
)

		
Level
++
;

	
return
 
Level
;

}

template
 
<
typename
 
KEY_T
,
 
typename
 
DATA_T
>

void
 
SkipList
<
KEY_T
,
 
DATA_T
>::
Add
(
const
 
KEY_T
&
 
InKey
,
 
const
 
DATA_T
&
 
InData
){

	
Pair
*
 
Previous
=
NewPrevious
(
InKey
);

	
Pair
*
 
Next
=
Previous
->
Next
[
0
];

	
if
(
Next
 
&&
 
Next
->
Key
==
InKey
)

		
throw
 
String
(
"Not unique key!"
);

	
new
 
Pair
(
InKey
,
 
InData
,
 
Previous
,
 
NewLevel
());

}

template
 
<
typename
 
KEY_T
,
 
typename
 
DATA_T
>

typename
 
SkipList
<
KEY_T
,
 
DATA_T
>::
Pair
*
 
SkipList
<
KEY_T
,
 
DATA_T
>::
PairByKey
(
const
 
KEY_T
&
 
InKey
){

	
Pair
*
 
Current
=
NewPrevious
(
InKey
);

	
if
((
Current
=
Current
->
Next
[
0
])
 
&&
 
Current
->
Key
==
InKey
)

		
return
 
Current
;

	
throw
 
String
(
"No pair for this key!"
);

}

template
 
<
typename
 
KEY_T
,
 
typename
 
DATA_T
>

void
 
SkipList
<
KEY_T
,
 
DATA_T
>::
Delete
(
const
 
KEY_T
&
 
InKey
){

	
if
(
IsEmpty
())

		
throw
 
String
(
"There is empty list!"
);

	
delete
 
PairByKey
(
InKey
);

}

template
 
<
typename
 
KEY_T
,
 
typename
 
DATA_T
>

DATA_T
&
 
SkipList
<
KEY_T
,
 
DATA_T
>::
operator
[](
const
 
KEY_T
&
 
InKey
){

	
if
(
IsEmpty
())

		
throw
 
String
(
"List is empty!"
);

	
return
 
PairByKey
(
InKey
)
->
Data
;

}

template
 
<
typename
 
KEY_T
,
 
typename
 
DATA_T
>

size_t
 
SkipList
<
KEY_T
,
 
DATA_T
>::
Count
(){

	
if
(
IsEmpty
())

		
return
 
0
;

	
Pair
*
 
Next
=
Start
.
Next
[
0
];

	
size_t
 
n
=
1
;

	
while
(
Next
=
Next
->
Next
[
0
])

		
n
++
;

	
return
 
n
;

}

template
 
<
typename
 
KEY_T
,
 
typename
 
DATA_T
>

void
 
SkipList
<
KEY_T
,
 
DATA_T
>::
Clear
(){

	
Pair
*
 
Current
=
Start
.
Next
[
1
];

	
Pair
*
 
Previous
=
NULL
;

	
while
(
Current
){

		
Current
->
Previous
=
NULL
;

		
Previous
=
Current
;

		
Current
=
Current
->
Next
[
0
];

		
delete
 
Previous
;

	
}

	
for
(
size_t
 
i
=
0
;
 
i
<=
Start
.
Next
.
Count
()
-1
;
i
++
)

		
Start
.
Next
[
i
]
=
NULL
;

}

template
 
<
typename
 
KEY_T
,
 
typename
 
DATA_T
>

SkipList
<
KEY_T
,
 
DATA_T
>::
Iterator
::
Iterator
(
const
 
SkipList
<
KEY_T
,
 
DATA_T
>::
Iterator
&
 
InIterator
)
:
CurrentList
(
InIterator
.
CurrentList
),
 
CurrentPair
(
InIterator
.
CurrentPair
){}

template
 
<
typename
 
KEY_T
,
 
typename
 
DATA_T
>

SkipList
<
KEY_T
,
 
DATA_T
>::
Iterator
::
Iterator
(
SkipList
<
KEY_T
,
 
DATA_T
>&
 
InSkipList
)
:
CurrentList
(
&
InSkipList
),
 
CurrentPair
(
InSkipList
.
Start
.
Next
[
0
]){}

template
 
<
typename
 
KEY_T
,
 
typename
 
DATA_T
>

SkipList
<
KEY_T
,
 
DATA_T
>::
Iterator
::
operator
 
bool
(){

	
return
 
CurrentList
 
&&
 
CurrentPair
;

}

template
 
<
typename
 
KEY_T
,
 
typename
 
DATA_T
>

typename
 
SkipList
<
KEY_T
,
 
DATA_T
>::
Iterator
&
 
SkipList
<
KEY_T
,
 
DATA_T
>::
Iterator
::
operator
++
(){

	
if
(
CurrentPair
)

		
CurrentPair
=
CurrentPair
->
Next
[
0
];

	
return
 
*
this
;

}

template
 
<
typename
 
KEY_T
,
 
typename
 
DATA_T
>

typename
 
SkipList
<
KEY_T
,
 
DATA_T
>::
Iterator
&
 
SkipList
<
KEY_T
,
 
DATA_T
>::
Iterator
::
operator
--
(){

	
if
(
CurrentPair
 
&&
 
CurrentPair
!=
CurrentList
->
Start
.
Next
[
0
])

		
CurrentPair
=
CurrentPair
->
Previous
;

	
else

		
CurrentPair
=
NULL
;

	
return
 
*
this
;

}

template
 
<
typename
 
KEY_T
,
 
typename
 
DATA_T
>

typename
 
SkipList
<
KEY_T
,
 
DATA_T
>::
Iterator
 
SkipList
<
KEY_T
,
 
DATA_T
>::
Iterator
::
operator
++
(
int
){

	
Iterator
 
Old
(
*
this
);

	
++*
this
;

	
return
 
Old
;

}

template
 
<
typename
 
KEY_T
,
 
typename
 
DATA_T
>

typename
 
SkipList
<
KEY_T
,
 
DATA_T
>::
Iterator
 
SkipList
<
KEY_T
,
 
DATA_T
>::
Iterator
::
operator
--
(
int
){

	
Iterator
 
Old
(
*
this
);

	
--*
this
;

	
return
 
Old
;

}

template
 
<
typename
 
KEY_T
,
 
typename
 
DATA_T
>

typename
 
SkipList
<
KEY_T
,
 
DATA_T
>::
Iterator
&
 
SkipList
<
KEY_T
,
 
DATA_T
>::
Iterator
::
operator
=
(
const
 
SkipList
<
KEY_T
,
 
DATA_T
>::
Iterator
&
 
InIterator
){

	
CurrentList
=
InIterator
.
CurrentList
;

	
CurrentPair
=
InIterator
.
CurrentPair
;

	
return
 
*
this
;

}

template
 
<
typename
 
KEY_T
,
 
typename
 
DATA_T
>

typename
 
SkipList
<
KEY_T
,
 
DATA_T
>::
Iterator
&
 
SkipList
<
KEY_T
,
 
DATA_T
>::
Iterator
::
operator
=
(
const
 
KEY_T
&
 
InKey
){

	
CurrentPair
=
CurrentList
->
PairByKey
(
InKey
);

	
return
 
*
this
;

}

template
 
<
typename
 
KEY_T
,
 
typename
 
DATA_T
>

DATA_T
&
 
SkipList
<
KEY_T
,
 
DATA_T
>::
Iterator
::
operator
*
(){

	
if
(
!*
this
)

		
throw
 
String
(
"Reading from bad iterator!"
);

	
return
 
CurrentPair
->
Data
;

}

template
 
<
typename
 
KEY_T
,
 
typename
 
DATA_T
>

void
 
SkipList
<
KEY_T
,
 
DATA_T
>::
Iterator
::
Delete
(){

	
if
(
!*
this
)

		
throw
 
String
(
"Deleting data of bad iterator!"
);

	
delete
 
CurrentPair
;

	
CurrentPair
=
NULL
;

}

template
 
<
typename
 
KEY_T
,
 
typename
 
DATA_T
>

typename
 
SkipList
<
KEY_T
,
 
DATA_T
>::
Iterator
&
 
SkipList
<
KEY_T
,
 
DATA_T
>::
Iterator
::
operator
+=
(
size_t
 
n
){

	
for
(
size_t
 
Counter
=
0
;
 
Counter
<
n
 
&&
 
CurrentPair
;
 
Counter
++
)

		
CurrentPair
=
CurrentPair
->
Next
[
0
];

	
return
 
*
this
;

}

template
 
<
typename
 
KEY_T
,
 
typename
 
DATA_T
>

typename
 
SkipList
<
KEY_T
,
 
DATA_T
>::
Iterator
&
 
SkipList
<
KEY_T
,
 
DATA_T
>::
Iterator
::
operator
-=
(
size_t
 
n
){

	
for
(
size_t
 
Counter
=
0
;
 
Counter
<
n
 
&&
 
CurrentPair
;
 
Counter
++
)

		
CurrentPair
=
CurrentPair
->
Previous
;

	
if
(
CurrentPair
==&
CurrentList
->
Start
)

	
return
 
*
this
;

}

template
 
<
typename
 
KEY_T
,
 
typename
 
DATA_T
>

typename
 
SkipList
<
KEY_T
,
 
DATA_T
>::
Iterator
 
SkipList
<
KEY_T
,
 
DATA_T
>::
GetBegin
(){

	
return
 
Iterator
(
*
this
);

}

template
 
<
typename
 
KEY_T
,
 
typename
 
DATA_T
>

typename
 
SkipList
<
KEY_T
,
 
DATA_T
>::
Iterator
 
SkipList
<
KEY_T
,
 
DATA_T
>::
GetEnd
(){

	
Iterator
 
ReturnValue
(
*
this
);

	
ReturnValue
+=
ReturnValue
.
CurrentList
->
Count
()
-1
;

	
return
 
ReturnValue
;

}

template
 
<
typename
 
KEY_T
,
 
typename
 
DATA_T
>

typename
 
SkipList
<
KEY_T
,
 
DATA_T
>::
Iterator
 
SkipList
<
KEY_T
,
 
DATA_T
>::
Find
(
const
 
DATA_T
&
 
Unknown
){

	
Iterator
 
Result
(
*
this
);

	
while
 
(
Result
&&
 
!
(
*
Result
==
Unknown
))

		
++
Result
;

	
return
 
Result
;

}

template
 
<
typename
 
KEY_T
,
 
typename
 
DATA_T
>

bool
 
SkipList
<
KEY_T
,
 
DATA_T
>::
IsEmpty
(){

	
typename
 
Array
<
Pair
*>::
Iterator
 
i
(
Start
.
Next
);

	
while
(
i
)

		
if
(
*
i
++
)

			
return
 
false
;

	
return
 
true
;

}

```